# Bishop Sankey
(en) Statistiques sur pro-football-reference
Bishop Shaquille Sankey, né le 15 septembre 1992 à Wadsworth en Ohio, est un joueur américain de football américain évoluant au poste de running back.
Sankey passe ses deux premières saisons professionnelles (2014-2015) en NFL chez les Titans du Tennessee où il est joueur titulaire pendant 12 matchs. Par la suite, il a des passages chez les Patriots de la Nouvelle-Angleterre, les Chiefs de Kansas City et les Vikings du Minnesota au cours des deux saisons suivantes sans disputer la moindre partie. En 2019, il dispute des matchs pour le Fleet de San Diego au sein de l'éphémère Alliance of American Football (AAF). Plus tard dans l'année, Sankey est engagé par l'équipe d'entraînement des Argonauts de Toronto de la Ligue canadienne de football (LCF). Après l'annulation de la saison 2020 de la LCF du fait de la pandémie de COVID-19, Sankey signe une prolongation de contrat chez les Argonauts en 2021, mais prend sa retraite avant le début de la saison.

## Biographie

### Jeunesse
Bishop Sankey est né à Wadsworth en Ohio de Julie Anne Becker et Christopher Daniel Sankey. Il grandit à Wadsworth et est élevé par sa mère et ses grands-parents William et Carol Becker jusqu'à l'age de huit ans. Par la suite, il s'installe à Dayton pour y vivre avec son père, sous-officier dans l'United States Air Force affecté à la Wright-Patterson Air Force Base, près de Dayton. Durant sa huitième année scolaire, il déménage à Spokane dans l'État de Washington quand son père est affecté à la Fairchild Air Force Base. Il termine la huitième année à Cheney Middle School puis s'inscrit au Gonzaga Preparatory School (en),.

### Carrière universitaire
Il étudie à l'université de Washington et joue alors pour les Huskies de Washington. Il se présente pour la draft 2014 de la NFL après sa saison junior. Il termine sa carrière universitaire comme le leader de Washington au nombre de touchdowns inscrit à la course sur une carrière et troisième au nombre de yards gagnés à la course sur une carrière.

### Carrière professionnelle
Il est sélectionné en 54e choix lors du deuxième tour de la draft 2014 de la NFL par les Titans du Tennessee. Sa sélection tardive est cependant à remettre en perspective car il est le premier running back sélectionné.
Après sa deuxième saison avec les Titans, il est libéré le 2 septembre 2016 peu avant la désignation des joueurs formant l'effectif final.
Le 5 septembre 2016, il est engagé par les Patriots de la Nouvelle-Angleterre pour intégrer leur équipe d'entraînement.
Le 1er novembre 2016, il signe avec les Chiefs de Kansas Citymais est libéré le 22 novembre 2016.
Le 25 novembre 2016, il est engagé dans l'équipe d'entraînement des Vikings du Minnesota et signe un contrat de réserviste avec les Vikings le 2 janvier 2017 après la fin de la saison.
Au cours du premier match de pré-saison 2017, il se blesse au ligament croisé antérieur et ne joue plus de la saison.
Le 5 septembre 2018, il s'engage avec le Fleet de San Diego pour la saison inaugurale (2019) de l'Alliance of American Football. La ligue met cependant fin à ses activités le 17 avril 2019.
Le 24 octobre 2019, vers la fin de saison de la ligue canadienne de football, il est engagé dans l'équipe d'entraînement des Argonauts de Toronto. Il signe un prolongation de contrat chez les Argonauts le 28 décembre 2020 au cours de la basse saison.
Il prend sa retraite le 10 juillet 2021, le premier jour du camp d'entraînement des Argonauts.

### Après-carrière
En juin 2022, Sankey est engagé par le personnel de dépistage des Titans du Tennessee en tant que Nunn-Wooten Scouting Fellow pour le camp d'entraînement de l'équipe.

## Statistiques

### Université
| Année | Équipe | MJ |     | Courses | Courses | Courses | Courses |       | Passes réceptionnées | Passes réceptionnées | Passes réceptionnées | Passes réceptionnées |  | Fumbles | Fumbles |
| Année | Équipe | MJ | Nb. | Yards   | Moy.    | TD      | Nb.     | Yards | Moy.                 | TD                   | Nb.                  | Perdus               |  |         |         |
| 2011  | WAS    | 12 | 28  | 187     | 6,7     | 1       | 6       | 14    | 2,3                  | 0                    | 0                    | 0                    |  |         |         |
| 2012  | WAS    | 13 | 289 | 1439    | 5,0     | 16      | 33      | 249   | 7,5                  | 0                    | 0                    | 0                    |  |         |         |
| 2013  | WAS    | 13 | 327 | 1870    | 5,7     | 20      | 28      | 304   | 10,9                 | 1                    | 0                    | 0                    |  |         |         |
| Total | Total  | 38 | 644 | 3 496   | 5,4     | 37      | 67      | 567   | 8,5                  | 1                    | 0                    | 0                    |  |         |         |

### NFL
| Année | Équipe | MJ |     | Courses | Courses | Courses | Courses |       | Passes réceptionnées | Passes réceptionnées | Passes réceptionnées | Passes réceptionnées |  | Fumbles | Fumbles |
| Année | Équipe | MJ | Nb. | Yards   | Moy.    | TD      | Nb.     | Yards | Moy.                 | TD                   | Nb.                  | Perdus               |  |         |         |
| 2014  | TEN    | 16 | 152 | 569     | 3,7     | 2       | 18      | 133   | 7,4                  | 0                    | 2                    | 2                    |  |         |         |
| 2015  | TEN    | 13 | 47  | 193     | 4,1     | 1       | 14      | 139   | 9,9                  | 1                    | 2                    | 1                    |  |         |         |
| Total | Total  | 29 | 199 | 762     | 3,8     | 3       | 32      | 272   | 8,5                  | 1                    | 4                    | 3                    |  |         |         |